# Underwater Demolition Team
Underwater Demolition Team o UDT era il termine utilizzato per indicare le unità di forze speciali subacquee della United States Navy, esistite con varie denominazioni dal 1942 al 1983.
Creati in piena seconda guerra mondiale, gli UDT erano reparti scelti di sommozzatori addestrati a un gran numero di tecniche di combattimenti avanzate, utilizzati in particolare per missioni di ricognizione, demolizione e sabotaggio subacqueo in preparazione delle massicce operazioni anfibie condotte dalle forze armate statunitensi durante il conflitto; oltre che durante la seconda guerra mondiale, i reparti UDT furono impiegati operativamente anche durante la guerra di Corea e la guerra del Vietnam.
Nel 1983 i reparti UDT ancora esistenti furono uniti al corpo dei Navy SEAL.